# Jean-Pierre Ayobangira
Jean-Pierre Ayobangira Safari Nshuti, né à lulimbi le 1er avril en 1978 à Lulimbi,  est un homme politique de la République démocratique du Congo et député national, élu de la circonscription de Masisi dans la province du Nord-Kivu,,,,.

## Biographie
Jean-Pierre Ayobangira est né à lulimbi au Nord-Kivu le 1er avril 1978, il est élu député national dans la circonscription électorale de Masisi dans la même province, il est membre du parti politique Parti du peuple pour reconstruction et la démocratie PPRD de l'ancien président Joseph Kabila.